# Косцяни
Косцяни (пол. Kościany) — село в Польщі, у гміні Щитники Каліського повіту Великопольського воєводства.
Населення — 334 особи (2011).
У 1975-1998 роках село належало до Каліського воєводства.

## Демографія
Демографічна структура станом на 31 березня 2011 року:
|          | Загалом | Допрацездатний вік | Працездатний вік | Постпрацездатний вік |
| -------- | ------- | ------------------ | ---------------- | -------------------- |
| Чоловіки | 161     | 27                 | 121              | 13                   |
| Жінки    | 173     | 34                 | 100              | 39                   |
| Разом    | 334     | 61                 | 221              | 52                   |